# 高森町立高森中学校 (長野県)
高森町立高森中学校（たかもりまちりつ たかもりちゅうがっこう）は、長野県下伊那郡高森町にある公立中学校。生徒数398人。

## 概要
校歌
- 昭和38年5月に制定。作詞は窪田空穂、作曲は山田耕筰[1]。

小原ヶ丘憲法
- 2008年度の第44期生徒会が掲げた「いじめのない学校」の公約を具現化するため、生徒会総会の議決を経て「小原ヶ丘憲法」を制定。2018年度には、生徒全員での検討を経て改正が行われ、現行の憲法となった。
- この憲法は、生徒主体の人権学習の柱となっており、生徒会の「いじめ対策委員会」が主催する「いじめ対策集会」などを通じて、その精神の確認が行われている。また、北校舎大階段横には、憲法の原本が額装され掲示されている[2]。

小原ヶ丘塾
- 高森町が高森中学校の生徒を対象に実施する学習支援事業である。学習機会の格差解消と基礎学力向上を目的とし、土曜や放課後の居場所づくりも兼ねる。自習を基本とし、生徒同士の教え合いや講師への質問ができる。平成28年度に3年生向けに開講し、平成29年度から1・2年生にも対象を拡大した[3][4]。

進学元小学校
- 高森北小学校
- 高森南小学校

## 沿革
- 昭和22年（1947年）12月12日
  - 市田村立市田中学校・山吹村立山吹中学校設立[5]
- 昭和32年（1957年）12月1日
  - 市田村と山吹村が合併し、高森町立高森南中学校・高森北中学校と改称
- 昭和38年（1963年）5月26日
  - 高森南中・高森北中を統合し、高森中学校となる
- 昭和39年（1964年）11月2日
  - 校舎落成し、開校式を実施
- 昭和41年（1966年）1月19日
  - 体育館落成
- 昭和41年（1966年）10月29日
  - 技術家庭科室・宿直室竣工
- 昭和41年（1966年）12月10日
  - PTA庭作り作業、宿直室前に日本庭園を造る
- 昭和42年（1967年）11月3日　
  - 新運動場竣工
- 昭和48年（1973年）2月3日　
  - 校歌碑除幕式
- 昭和48年（1973年）9月12日　
  - 広岡亮蔵先生を招いての教科研究が始まる（昭和53年まで）
- 昭和57年（1982年）6月16日　
  - 50mプール完成、プール開き
- 昭和57年（1982年）11月6日　
  - 増改築工事竣工記念式典開催
- 昭和59年（1984年）4月21日　
  - 中庭芝張り及び花壇作り作業
- 昭和59年（1984年）11月4日　
  - 統合20周年記念式典開催
- 昭和60年（1985年）3月10日　
  - 小原ヶ丘へ校庭拡張
- 昭和61年（1986年）11月4日　
  - 稲垣忠彦先生を招いてのカンファレンス授業研究が始まる
- 昭和62年（1987年）3月16日　
  - ブロンズ像「静思」除幕式
- 平成2年（1990年）8月3日　
  - 町の国際交流事業として、米サンディエゴ市へ生徒派遣開始
- 平成4年（1992年）8月31日　
  - 女子の新制服を披露
- 平成5年（1993年）8月10日　
  - コンピュータ教室竣工
- 平成6年（1994年）10月30日　
  - 30周年記念式典挙行
- 平成8年（1996年）8月5日　
  - 町の広島平和派遣事業に中学生2名参加（以後毎年参加）
- 平成9年（1997年）10月6日　
  - 警備保障システム導入
- 平成10年（1998年）1月27日　
  - 長野冬季五輪聖火リレーに生徒4名が随走者として参加
- 平成12年（2000年）11月30日
  - 「健康教育推進モデル事業」発表会
- 平成15年（2003年）11月18日
  - 信濃教育会全県研究大会（数学・英語・道徳）研究授業公開
- 平成16年（2004年）10月15日
  - 実質統合40周年記念行事開催
- 平成21年（2009年）10月29日
  - 信濃教育会全県研究大会（理科・保健体育）研究授業公開
- 平成23年（2011年）4月1日
  - 仮校舎での生活が始まる
- 平成23年（2011年）6月1日　
  - 旧校舎への感謝の会開催
- 平成23年（2011年）7月12日　
  - 校舎改築工事安全祈願祭
- 平成25年（2013年）1月8日　
  - 新校舎での学校生活開始
- 平成25年（2013年）5月11日
  - 校舎落成式及び統合創立50周年記念式典挙行
- 平成27年（2015年）12月5日
  - いじめ防止子どもサミットNAGANOに3名参加
- 平成29年（2017年）10月14日　
  - 飯田下伊那PTA連合会研究大会会場校
- 令和元年（2019年）9月13日　
  - 少年の主張県大会会場校
- 令和2年（2020年）
  - 全普通教室に電子黒板導入